# Maison au 65, rue du Quatrième-Régiment-des-Spahis-Marocains à Rouffach
La maison au 65, rue du Quatrième-Régiment-des-Spahis-Marocains est un monument historique situé à Rouffach, dans le département français du Haut-Rhin.

## Localisation
Ce bâtiment est situé au 65, rue du Quatrième-Régiment-des-Spahis-Marocains à Rouffach.

## Historique
L'édifice fait l'objet d'une inscription au titre des monuments historiques depuis 1929.

## Architecture

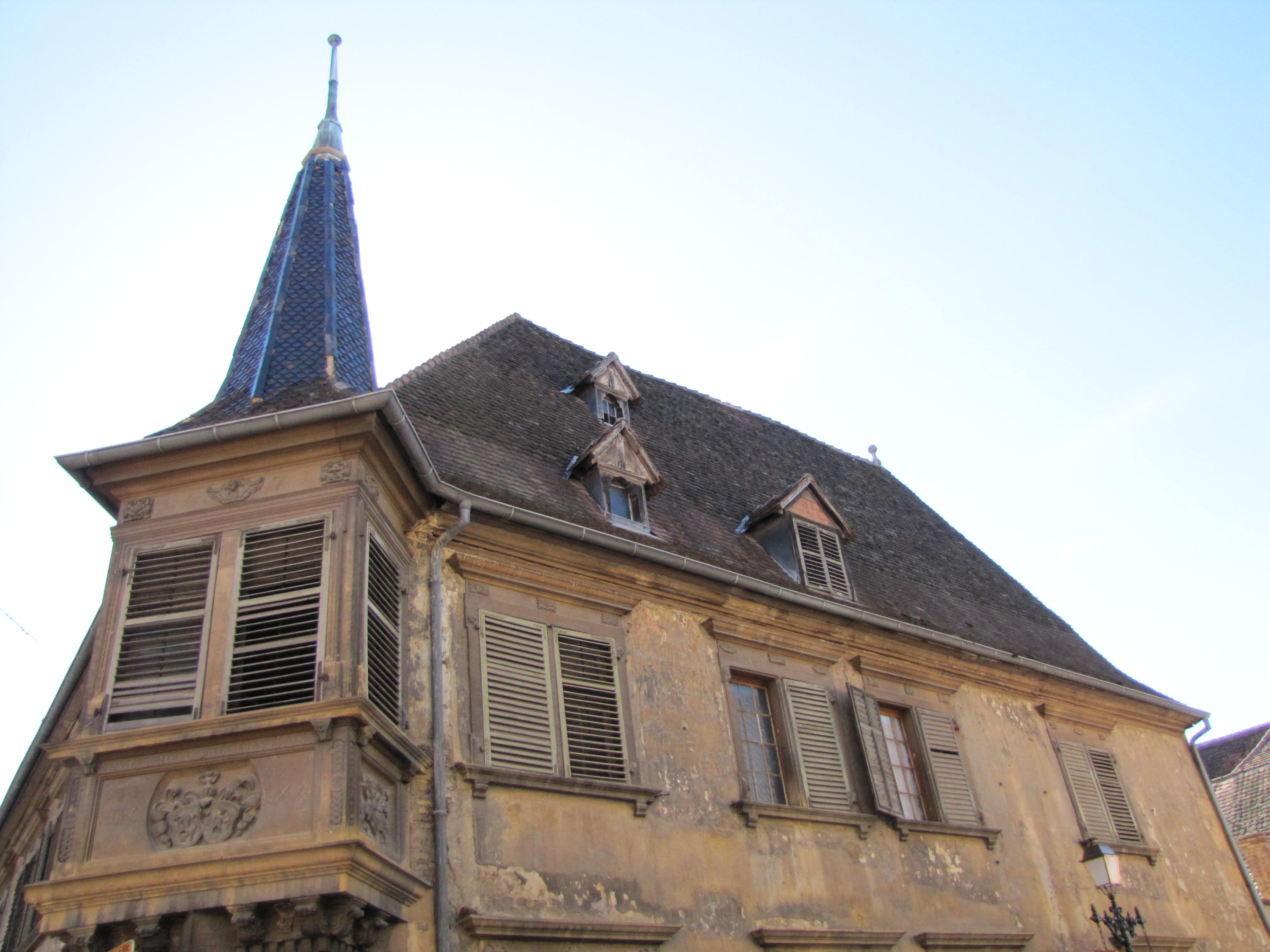
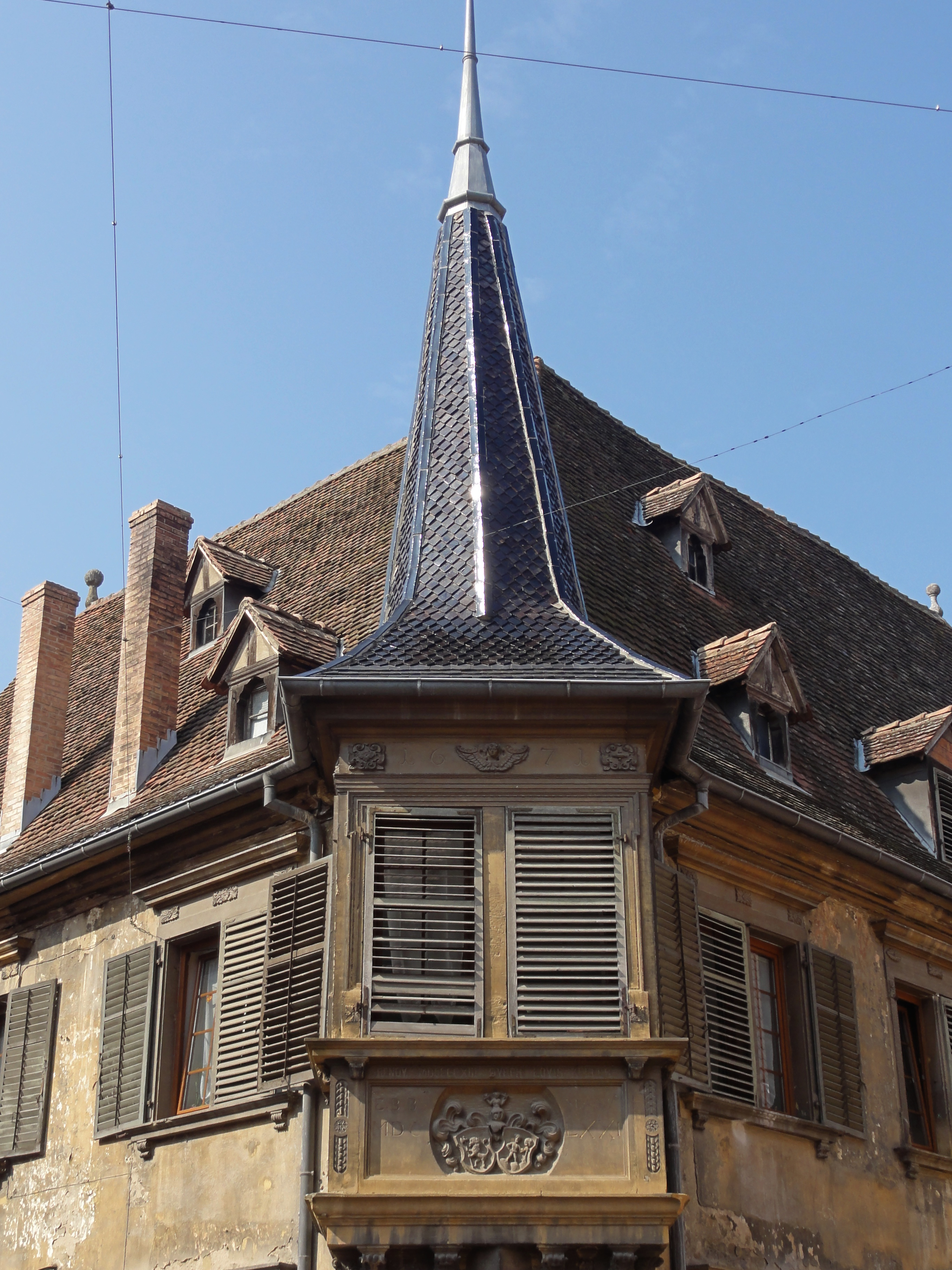
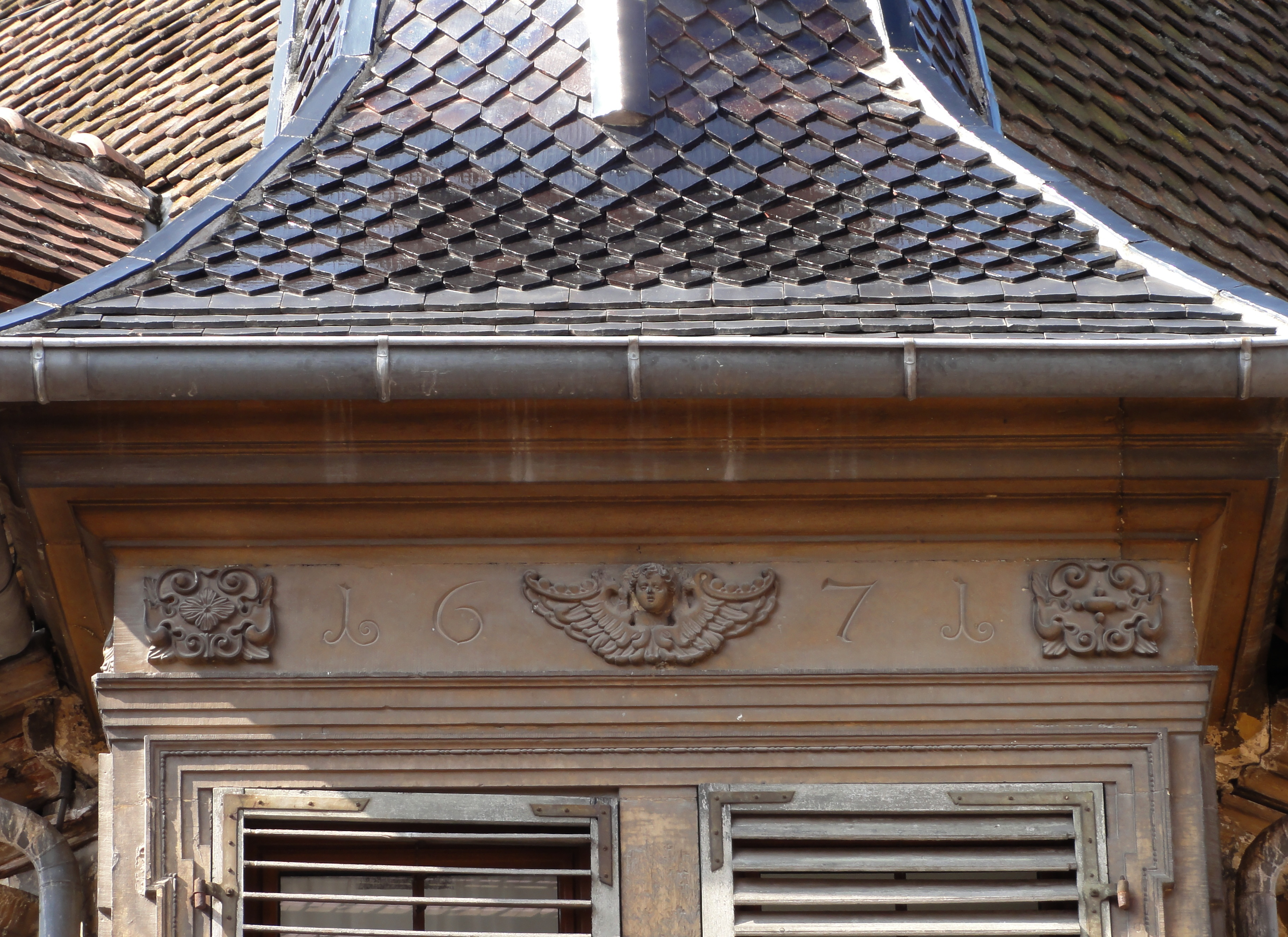
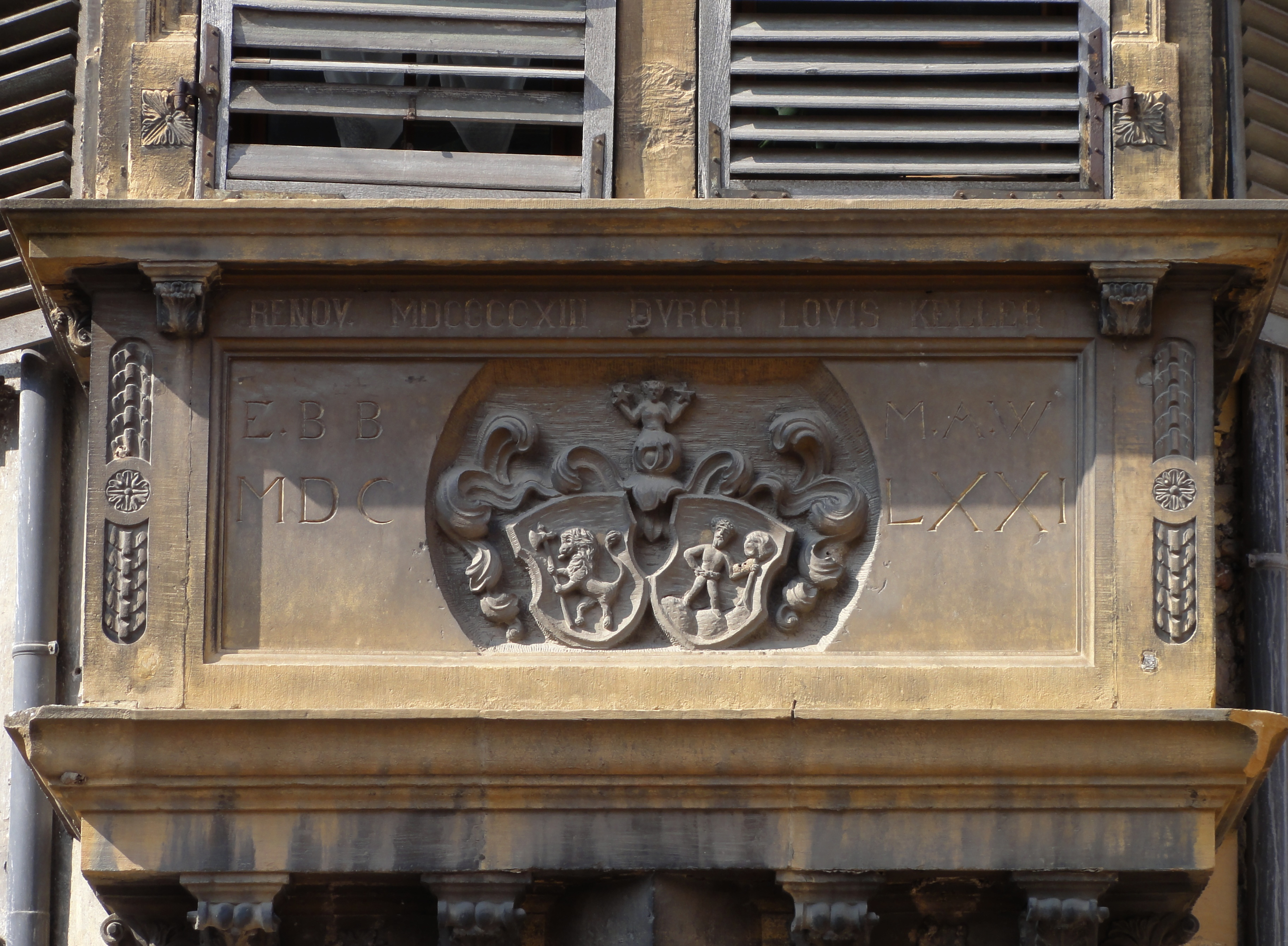